# Llista de monuments de Caldes de Montbui
Llista de monuments de Caldes de Montbui inclosos en l'Inventari del Patrimoni Arquitectònic Català per al municipi de Caldes de Montbui (Vallès Oriental). Inclou els inscrits en el Registre de Béns Culturals d'Interès Nacional (BCIN) amb la classificació de monuments històrics i els Béns Culturals d'Interès Local (BCIL) de caràcter arquitectònic.
| Monument                                                               | Protecció   | Estil/època                                         | Localització                                                                               | Coordenades                                          | Codi?         | Imatge |
| ---------------------------------------------------------------------- | ----------- | --------------------------------------------------- | ------------------------------------------------------------------------------------------ | ---------------------------------------------------- | ------------- | --- |
| Banys o termes romanes                                                 | BCIN 94-MH  | Romà                                                | Caldes de Montbui Pl. de la Font del Lleó, 3                                               | 41° 38′ 04″ N, 2° 09′ 42″ E / 41.634485°N,2.161584°E | RI-51-0000446 | Banys o termes romanes (Caldes de Montbui) · Vegeu més fotos d'aquest monument · Carregueu una nova foto d'aquest monument                        |
| Muralla i torre de la Presó                                            | BCIN 579-MH | Obra popular XI, XIX                                | Caldes de Montbui C. Major, 103                                                            | 41° 38′ 07″ N, 2° 09′ 47″ E / 41.635221°N,2.163085°E | RI-51-0005224 | Muralla i torre de la Presó (Caldes de Montbui) · Vegeu més fotos d'aquest monument · Carregueu una nova foto d'aquest monument                   |
| La Torre Roja                                                          | BCIN 580-MH | Romànic X                                           | Caldes de Montbui i Sentmenat. Ctra. de Caldes a Sentmenat, cim del turó de la Torre Roja. | 41° 37′ 59″ N, 2° 08′ 37″ E / 41.633088°N,2.143523°E | RI-51-0005225 | La Torre Roja (Caldes de Montbui i Sentmenat) · Vegeu més fotos d'aquest monument · Carregueu una nova foto d'aquest monument                     |
| Església parroquial de Santa Maria                                     | BCIL 2003   | Gòtic tardà, barroc XVI, XX                         | Caldes de Montbui Pl. de l'Església - C. Roma                                              | 41° 37′ 57″ N, 2° 09′ 45″ E / 41.632479°N,2.162416°E | IPA-28419     | Església parroquial de Santa Maria (Caldes de Montbui) · Vegeu més fotos d'aquest monument · Carregueu una nova foto d'aquest monument            |
| Casa Delger o de les Graus, Museu Romàntic                             | BCIL 2003   | Neoclassicisme XVII, XIX                            | Caldes de Montbui C. Doctor Joaquim Delger, 14                                             | 41° 38′ 02″ N, 2° 09′ 43″ E / 41.633828°N,2.162075°E | IPA-28422     | Casa Delger (Caldes de Montbui) · Vegeu més fotos d'aquest monument · Carregueu una nova foto d'aquest monument                                   |
| Capella de Santa Susanna                                               | BCIL 2003   | Obra popular XI-XII                                 | Caldes de Montbui C. de Santa Susanna, 8                                                   | 41° 38′ 03″ N, 2° 09′ 39″ E / 41.634081°N,2.160931°E | IPA-28424     | Capella de Santa Susanna (Caldes de Montbui) · Vegeu més fotos d'aquest monument · Carregueu una nova foto d'aquest monument                      |
| Font del Lleó (Caldes de Montbui)                                      | BCIL 2003   | Eclecticisme, noucentisme XVI, XIX Inici, XX Mitjan | Caldes de Montbui Pl. de la Font del Lleó                                                  | 41° 38′ 04″ N, 2° 09′ 43″ E / 41.634394°N,2.161911°E | IPA-28425     | Font del Lleó (Caldes de Montbui) · Vegeu més fotos d'aquest monument · Carregueu una nova foto d'aquest monument                                 |
| Font i fanal de la plaça de l'Àngel                                    | BCIL 2003   | Obra popular XX Inici                               | Caldes de Montbui Pl. de l'Àngel                                                           | 41° 37′ 56″ N, 2° 09′ 49″ E / 41.63232°N,2.16362°E   | IPA-28427     | Font i fanal de la plaça de l'Àngel (Caldes de Montbui) · Vegeu més fotos d'aquest monument · Carregueu una nova foto d'aquest monument           |
| Font Xica de la plaça Bartomeu                                         | BCIL 2003   | Obra popular XVII, XIX                              | Caldes de Montbui C. de Bellit / C. de Vic                                                 | 41° 38′ 05″ N, 2° 09′ 43″ E / 41.63481°N,2.16191°E   | IPA-28428     | Font Xica de la plaça Bartomeu (Caldes de Montbui) · Vegeu més fotos d'aquest monument · Carregueu una nova foto d'aquest monument                |
| Balneari Broquetas                                                     | BCIL 2003   | Noucentisme, modernisme XVIII, XIX                  | Caldes de Montbui Pl. de la Font del Lleó, 1                                               | 41° 38′ 05″ N, 2° 09′ 41″ E / 41.634688°N,2.161475°E | IPA-28429     | Balneari Broquetas (Caldes de Montbui) · Vegeu més fotos d'aquest monument · Carregueu una nova foto d'aquest monument                            |
| Termes Victòria                                                        | BCIL 2003   | Eclecticisme XIX-XX                                 | Caldes de Montbui C. de Barcelona, 2                                                       | 41° 38′ 02″ N, 2° 09′ 41″ E / 41.633986°N,2.161472°E | IPA-28431     | Termes Victòria (Caldes de Montbui) · Vegeu més fotos d'aquest monument · Carregueu una nova foto d'aquest monument                               |
| Can Rius, conjunt termal                                               | BCIL 2003   | Eclecticisme, modernisme XVII                       | Caldes de Montbui C. Santa Susanna, 2                                                      | 41° 38′ 04″ N, 2° 09′ 40″ E / 41.634470°N,2.161178°E | IPA-28432     | Can Rius (Caldes de Montbui) · Vegeu més fotos d'aquest monument · Carregueu una nova foto d'aquest monument                                      |
| Jardins de Can Rius                                                    |             | Neoclassicisme-romàntic XIX (1878)                  | Caldes de Montbui C. Torre Roja - pl. Taunustein                                           | 41° 38′ 04″ N, 2° 09′ 36″ E / 41.634356°N,2.160108°E | IPA-28433     | Jardins de Can Rius (Caldes de Montbui) · Vegeu més fotos d'aquest monument · Carregueu una nova foto d'aquest monument                           |
| Safareig públic Santa Esperança                                        | BCIL 2003   | Obra popular XIX Final                              | Caldes de Montbui Pl. de Pau Surell, al carrer Marquès tocant la riera.                    | 41° 37′ 55″ N, 2° 09′ 44″ E / 41.632047°N,2.162350°E | IPA-28435     | Safareig públic Santa Esperança (Caldes de Montbui) · Vegeu més fotos d'aquest monument · Carregueu una nova foto d'aquest monument               |
| Safareig públic la Portalera                                           | BCIL 2003   | Obra popular XIX Final                              | Caldes de Montbui C. de la Muralla, 4                                                      | 41° 37′ 59″ N, 2° 09′ 41″ E / 41.632968°N,2.161461°E | IPA-28436     | Safareig públic la Portalera (Caldes de Montbui) · Vegeu més fotos d'aquest monument · Carregueu una nova foto d'aquest monument                  |
| Pont romànic                                                           | BCIL 2003   | Romànic, Obra popular XIII, XVI-XVII, XIX Mitjan    | Caldes de Montbui C. Torre Roja                                                            | 41° 38′ 09″ N, 2° 09′ 37″ E / 41.635805°N,2.160272°E | IPA-28437     | Pont romànic (Caldes de Montbui) · Vegeu més fotos d'aquest monument · Carregueu una nova foto d'aquest monument                                  |
| Antic quiosc de la plaça de l'Àngel                                    | BCIL 2003   | Noucentisme, modernisme XX                          | Caldes de Montbui Pl. de l'Àngel                                                           | 41° 37′ 56″ N, 2° 09′ 49″ E / 41.632236°N,2.163548°E | IPA-28438     | Antic quiosc de la plaça de l'Àngel (Caldes de Montbui) · Vegeu més fotos d'aquest monument · Carregueu una nova foto d'aquest monument           |
| Edifici d'habitatges a la plaça de l'Àngel, 1, Casa Pagès              | BCIL 2003   | Noucentisme XX Inici                                | Caldes de Montbui Pl. de l'Àngel, 1 - c. Asensi Vega, 10                                   | 41° 37′ 57″ N, 2° 09′ 48″ E / 41.632387°N,2.163330°E | IPA-28439     | Edifici d'habitatges a la plaça de l'Àngel, 1 (Caldes de Montbui) · Vegeu més fotos d'aquest monument · Carregueu una nova foto d'aquest monument |
| Casa al carrer de Barcelona, 28 bis                                    | BCIL 2003   | Modernisme XX Inici                                 | Caldes de Montbui C. de Barcelona, 28 bis                                                  | 41° 38′ 00″ N, 2° 09′ 42″ E / 41.633213°N,2.161770°E | IPA-28440     | Casa al carrer de Barcelona, 28 bis (Caldes de Montbui) · Vegeu més fotos d'aquest monument · Carregueu una nova foto d'aquest monument           |
| Can Sanmartí                                                           | BCIL 2003   | Obra popular XVII                                   | Caldes de Montbui C. de Barcelona, 40                                                      | 41° 37′ 58″ N, 2° 09′ 44″ E / 41.632730°N,2.162233°E | IPA-28442     | Can Sanmartí (Caldes de Montbui) · Vegeu més fotos d'aquest monument · Carregueu una nova foto d'aquest monument                                  |
| Can Berenguer                                                          | BCIL 2003   | Modernisme XX Inici                                 | Caldes de Montbui C. d'en Bellit, 4                                                        | 41° 38′ 05″ N, 2° 09′ 43″ E / 41.634836°N,2.161941°E | IPA-28443     | Can Berenguer (Caldes de Montbui) · Vegeu més fotos d'aquest monument · Carregueu una nova foto d'aquest monument                                 |
| Cal Moreu, antigament part de la casa dels Sentmenat                   | BCIL 2003   | Gòtic, Renaixement XV, XVII                         | Caldes de Montbui C. d'en Bellit, 6-8                                                      | 41° 38′ 06″ N, 2° 09′ 43″ E / 41.634918°N,2.162072°E | IPA-28444     | Cal Moreu (Caldes de Montbui) · Vegeu més fotos d'aquest monument · Carregueu una nova foto d'aquest monument                                     |
| Col·legi del Carme                                                     | BCIL 2003   | Gòtic tardà, obra popular XVII, XIX Final           | Caldes de Montbui C. d'en Bellit, 7-9                                                      | 41° 38′ 06″ N, 2° 09′ 44″ E / 41.635054°N,2.162155°E | IPA-28445     | Col·legi del Carme (Caldes de Montbui) · Vegeu més fotos d'aquest monument · Carregueu una nova foto d'aquest monument                            |
| Cal Doctor, Cal Botons                                                 | BCIL 2003   | Obra popular XV                                     | Caldes de Montbui C. del Forn, 1                                                           | 41° 38′ 03″ N, 2° 09′ 44″ E / 41.634235°N,2.162345°E | IPA-28446     | Cal Doctor (Caldes de Montbui) · Vegeu més fotos d'aquest monument · Carregueu una nova foto d'aquest monument                                    |
| Casa al carrer del Forn, 7                                             | BCIL 2003   | Gòtic tardà XV                                      | Caldes de Montbui C. del Forn, 7                                                           | 41° 38′ 03″ N, 2° 09′ 44″ E / 41.634100°N,2.162335°E | IPA-28447     | Casa al carrer del Forn, 7 (Caldes de Montbui) · Vegeu més fotos d'aquest monument · Carregueu una nova foto d'aquest monument                    |
| Casa Delger al carrer del Forn                                         | BCIL 2003   | Noucentisme XX Mitjan                               | Caldes de Montbui C. del Forn, 8 bis                                                       | 41° 38′ 02″ N, 2° 09′ 44″ E / 41.633758°N,2.162328°E | IPA-28448     | Casa Delger al carrer del Forn (Caldes de Montbui) · Vegeu més fotos d'aquest monument · Carregueu una nova foto d'aquest monument                |
| Casa al carrer del Forn, 12-14                                         | BCIL 2003   | Eclecticisme XIX Final                              | Caldes de Montbui C. del Forn, 12-14                                                       | 41° 38′ 01″ N, 2° 09′ 45″ E / 41.633561°N,2.162474°E | IPA-28449     | Casa al carrer del Forn, 12-14 (Caldes de Montbui) · Vegeu més fotos d'aquest monument · Carregueu una nova foto d'aquest monument                |
| Casa Poch, Can Figuls                                                  | BCIL 2003   | Gòtic tardà XV, XX Mitjan                           | Caldes de Montbui C. del Forn, 27                                                          | 41° 37′ 59″ N, 2° 09′ 46″ E / 41.633139°N,2.162732°E | IPA-28450     | Casa Poch (Caldes de Montbui) · Vegeu més fotos d'aquest monument · Carregueu una nova foto d'aquest monument                                     |
| Casa Sagrera                                                           | BCIL 2003   | Obra popular XV                                     | Caldes de Montbui C. d'Hostalric, 3                                                        | 41° 37′ 58″ N, 2° 09′ 42″ E / 41.632897°N,2.161678°E | IPA-28451     | Casa Sagrera (Caldes de Montbui) · Vegeu més fotos d'aquest monument · Carregueu una nova foto d'aquest monument                                  |
| Antigament Can Fontcoberta                                             | BCIL 2003   | Obra popular XX                                     | Caldes de Montbui C. Major, 55                                                             | 41° 38′ 02″ N, 2° 09′ 48″ E / 41.6339°N,2.163310°E   | IPA-28452     | Antigament Can Fontcoberta (Caldes de Montbui) · Vegeu més fotos d'aquest monument · Carregueu una nova foto d'aquest monument                    |
| Cal Torrents, Cal Manyà                                                | BCIL 2003   | Noucentisme XX Inici                                | Caldes de Montbui C. Major, 43                                                             | 41° 38′ 02″ N, 2° 09′ 48″ E / 41.633909°N,2.163322°E | IPA-28453     | Cal Torrents (Caldes de Montbui) · Vegeu més fotos d'aquest monument · Carregueu una nova foto d'aquest monument                                  |
| Ca n'Alrich, antic balneari Alrich o del Remei                         | BCIL 2003   | Noucentisme XIX, XX Mitjan                          | Caldes de Montbui Pl. de la Font del Lleó, 17-19                                           | 41° 38′ 03″ N, 2° 09′ 42″ E / 41.634173°N,2.161575°E | IPA-28454     | Ca n'Alrich (Caldes de Montbui) · Vegeu més fotos d'aquest monument · Carregueu una nova foto d'aquest monument                                   |
| Casa al carrer Raval del Remei, 1                                      | BCIL 2003   | Gòtic tardà, Obra popular XVI, XX                   | Caldes de Montbui C. Raval del Remei, 1 - c. Major                                         | 41° 38′ 10″ N, 2° 09′ 42″ E / 41.636229°N,2.161539°E | IPA-28455     | Casa al carrer Raval del Remei, 1 (Caldes de Montbui) · Vegeu més fotos d'aquest monument · Carregueu una nova foto d'aquest monument             |
| Can Costeria                                                           | BCIL 2003   | Gòtic tardà, obra popular XV, XX                    | Caldes de Montbui C. Raval del Remei, 2                                                    | 41° 38′ 10″ N, 2° 09′ 42″ E / 41.636194°N,2.161684°E | IPA-28456     | Can Costeria (Caldes de Montbui) · Vegeu més fotos d'aquest monument · Carregueu una nova foto d'aquest monument                                  |
| Casa al carrer Raval del Remei, 5                                      | BCIL 2003   | Gòtic tardà, obra popular XVI                       | Caldes de Montbui C. Raval del Remei, 5                                                    | 41° 38′ 10″ N, 2° 09′ 42″ E / 41.636229°N,2.161563°E | IPA-28457     | Casa al carrer Raval del Remei, 5 (Caldes de Montbui) · Vegeu més fotos d'aquest monument · Carregueu una nova foto d'aquest monument             |
| Casa al carrer Raval del Remei, 6                                      | BCIL 2003   | Obra popular XVI                                    | Caldes de Montbui C. Raval del Remei, 6                                                    | 41° 38′ 11″ N, 2° 09′ 42″ E / 41.636347°N,2.161694°E | IPA-28458     | Casa al carrer Raval del Remei, 6 (Caldes de Montbui) · Vegeu més fotos d'aquest monument · Carregueu una nova foto d'aquest monument             |
| Casa al carrer Raval del Remei, 17                                     | BCIL 2003   | Modernisme XX Inici                                 | Caldes de Montbui C. Raval del Remei, 17                                                   | 41° 38′ 13″ N, 2° 09′ 42″ E / 41.636815°N,2.161604°E | IPA-28459     | Casa al carrer Raval del Remei, 17 (Caldes de Montbui) · Vegeu més fotos d'aquest monument · Carregueu una nova foto d'aquest monument            |
| Casa Canals, o Can Mussenya                                            | BCIL 2003   | Modernisme XX Inici                                 | Caldes de Montbui Pg. del Remei, 1                                                         | 41° 38′ 10″ N, 2° 09′ 44″ E / 41.635982°N,2.162227°E | IPA-28460     | Casa Canals (Caldes de Montbui) · Vegeu més fotos d'aquest monument · Carregueu una nova foto d'aquest monument                                   |
| Casa al passeig del Remei, 16                                          | BCIL 2003   | Modernisme XX Inici                                 | Caldes de Montbui Pg. del Remei, 16                                                        | 41° 38′ 14″ N, 2° 09′ 43″ E / 41.637124°N,2.162056°E | IPA-28461     | Casa al passeig del Remei, 16 (Caldes de Montbui) · Vegeu més fotos d'aquest monument · Carregueu una nova foto d'aquest monument                 |
| Casa al passeig del Remei, 17                                          | BCIL 2003   | Eclecticisme XIX Final                              | Caldes de Montbui Pg. del Remei, 17                                                        | 41° 38′ 13″ N, 2° 09′ 43″ E / 41.636880°N,2.161843°E | IPA-28462     | Casa al passeig del Remei, 17 (Caldes de Montbui) · Vegeu més fotos d'aquest monument · Carregueu una nova foto d'aquest monument                 |
| Casa Francesc Comas                                                    | BCIL 2003   | Modernisme XX Inici                                 | Caldes de Montbui Pg. del Remei, 49                                                        | 41° 38′ 14″ N, 2° 09′ 42″ E / 41.637293°N,2.161681°E | IPA-28463     | Casa Francesc Comas (Caldes de Montbui) · Vegeu més fotos d'aquest monument · Carregueu una nova foto d'aquest monument                           |
| Casa Masana                                                            | BCIL 2003   | Modernisme XX Inici                                 | Caldes de Montbui Pg. del Remei, 51-53                                                     | 41° 38′ 14″ N, 2° 09′ 42″ E / 41.637347°N,2.161657°E | IPA-28464     | Casa Masana (Caldes de Montbui) · Vegeu més fotos d'aquest monument · Carregueu una nova foto d'aquest monument                                   |
| Casa al passeig del Remei, 63                                          | BCIL 2003   | Eclecticisme XIX Final                              | Caldes de Montbui Pg. del Remei, 63                                                        | 41° 38′ 15″ N, 2° 09′ 42″ E / 41.637437°N,2.161620°E | IPA-28465     | Casa al passeig del Remei, 63 (Caldes de Montbui) · Vegeu més fotos d'aquest monument · Carregueu una nova foto d'aquest monument                 |
| Cal Cerdà                                                              | BCIL 2003   | Obra popular XX Mitjan                              | Caldes de Montbui Pg. del Remei, 73-75                                                     | 41° 38′ 17″ N, 2° 09′ 41″ E / 41.637930°N,2.161421°E | IPA-28466     | Cal Cerdà (Caldes de Montbui) · Vegeu més fotos d'aquest monument · Carregueu una nova foto d'aquest monument                                     |
| Can Curró, Mas Viaplana                                                | BCIL 2003   | Gòtic tardà XVI, XVIII                              | Caldes de Montbui C. de Rubió, 8-14                                                        | 41° 38′ 08″ N, 2° 09′ 43″ E / 41.635512°N,2.162041°E | IPA-28467     | Can Curró (Caldes de Montbui) · Vegeu més fotos d'aquest monument · Carregueu una nova foto d'aquest monument                                     |
| Museu d'Història, antic hospital                                       | BCIL 2003   | Gòtic, historicisme XIV, XVI, XX Final              | Caldes de Montbui C. Santa Susanna, 8                                                      | 41° 38′ 04″ N, 2° 09′ 41″ E / 41.634336°N,2.161396°E | IPA-28468     | Museu d'Història (Caldes de Montbui) · Vegeu més fotos d'aquest monument · Carregueu una nova foto d'aquest monument                              |
| Can Sentmenat                                                          | BCIL 2003   | Barroc XVII                                         | Caldes de Montbui C. de Vic, 2-4                                                           | 41° 38′ 06″ N, 2° 09′ 43″ E / 41.634898°N,2.161821°E | IPA-28469     | Can Sentmenat (Caldes de Montbui) · Vegeu més fotos d'aquest monument · Carregueu una nova foto d'aquest monument                                 |
| Casa al carrer de Vic, 3                                               | BCIL 2003   | Obra popular XII, XVIII                             | Caldes de Montbui C. de Vic, 3                                                             | 41° 38′ 05″ N, 2° 09′ 42″ E / 41.634834°N,2.161701°E | IPA-28470     | Casa al carrer de Vic, 3 (Caldes de Montbui) · Vegeu més fotos d'aquest monument · Carregueu una nova foto d'aquest monument                      |
| Casa al carrer de Vic, 7                                               | BCIL 2003   | Obra popular XX Final, XVI                          | Caldes de Montbui C. de Vic, 7                                                             | 41° 38′ 06″ N, 2° 09′ 42″ E / 41.634978°N,2.161663°E | IPA-28471     | Casa al carrer de Vic, 7 (Caldes de Montbui) · Vegeu més fotos d'aquest monument · Carregueu una nova foto d'aquest monument                      |
| Casa al carrer de Vic, 10                                              | BCIL 2003   | Obra popular XVII                                   | Caldes de Montbui C. de Vic, 10                                                            | 41° 38′ 07″ N, 2° 09′ 42″ E / 41.635202°N,2.161576°E | IPA-28472     | Casa al carrer de Vic, 10 (Caldes de Montbui) · Vegeu més fotos d'aquest monument · Carregueu una nova foto d'aquest monument                     |
| Casa al carrer de Vic, 11                                              | BCIL 2003   | Obra popular XVII                                   | Caldes de Montbui C. de Vic, 11                                                            | 41° 38′ 07″ N, 2° 09′ 42″ E / 41.635265°N,2.161564°E | IPA-28473     | Casa al carrer de Vic, 11 (Caldes de Montbui) · Vegeu més fotos d'aquest monument · Carregueu una nova foto d'aquest monument                     |
| Casa al carrer de Vic, 14                                              | BCIL 2003   | Gòtic tardà XVI                                     | Caldes de Montbui C. de Vic, 14                                                            | 41° 38′ 07″ N, 2° 09′ 42″ E / 41.635257°N,2.161660°E | IPA-28474     | Casa al carrer de Vic, 14 (Caldes de Montbui) · Vegeu més fotos d'aquest monument · Carregueu una nova foto d'aquest monument                     |
| Casa al carrer de Vic, 24                                              | BCIL 2003   | Obra popular XVI                                    | Caldes de Montbui C. de Vic, 24                                                            | 41° 38′ 08″ N, 2° 09′ 42″ E / 41.635455°N,2.161585°E | IPA-28475     | Casa al carrer de Vic, 24 (Caldes de Montbui) · Vegeu més fotos d'aquest monument · Carregueu una nova foto d'aquest monument                     |
| Ermita de la Mare de Déu del Remei                                     |             | Renaixement, Eclecticisme XVI                       | Caldes de Montbui Pg. del Remei                                                            | 41° 38′ 30″ N, 2° 09′ 45″ E / 41.641595°N,2.162478°E | IPA-28477     | Ermita de la Mare de Déu del Remei (Caldes de Montbui) · Vegeu més fotos d'aquest monument · Carregueu una nova foto d'aquest monument            |
| Capella de Sant Miquel de Martres, o Sant Miquel de Baudell            |             | Romànic XIII                                        | Caldes de Montbui Ctra. de Caldes a Granollers                                             | 41° 38′ 17″ N, 2° 11′ 24″ E / 41.638100°N,2.190055°E | IPA-28479     | Carregueu una nova foto d'aquest monument |
| Església de Sant Sebastià de Montmajor                                 |             | Romànic XI                                          | Caldes de Montbui Vall de Gallifa, al vessant nord-oest de la muntanya del Farell          | 41° 39′ 52″ N, 2° 07′ 07″ E / 41.664416°N,2.118725°E | IPA-28480     | Església de Sant Sebastià de Montmajor (Caldes de Montbui) · Vegeu més fotos d'aquest monument · Carregueu una nova foto d'aquest monument        |
| Torre de Carerac o Cararac                                             |             | Obra popular XVII, XIX                              | Caldes de Montbui Vall de Carerac                                                          | 41° 38′ 54″ N, 2° 10′ 06″ E / 41.648195°N,2.168385°E | IPA-28481     | Carregueu una nova foto d'aquest monument |
| Capella de Sant Martí de Pascol, o de Ravinno, del Pasqual, de Rovinyó |             | Preromànic, romànic IX, XI-XII                      | Caldes de Montbui Muntanya del Farell                                                      | 41° 38′ 28″ N, 2° 08′ 27″ E / 41.641020°N,2.140753°E | IPA-28483     | Carregueu una nova foto d'aquest monument |
| Torre Marimon, Mas Coromines                                           |             | Obra popular, historicisme XX                       | Caldes de Montbui Ctra. de Mollet, km 10,5                                                 | 41° 36′ 46″ N, 2° 10′ 11″ E / 41.612862°N,2.169799°E | IPA-28485     | Torre Marimon (Caldes de Montbui) · Vegeu més fotos d'aquest monument · Carregueu una nova foto d'aquest monument                                 |
| Conjunt del carrer del Forn                                            | BCIL 2003   | Obra popular XIII, XIX                              | Caldes de Montbui C. del Forn                                                              | 41° 38′ 01″ N, 2° 09′ 45″ E / 41.633579°N,2.162498°E | IPA-34585     | Conjunt del carrer del Forn (Caldes de Montbui) · Vegeu més fotos d'aquest monument · Carregueu una nova foto d'aquest monument                   |
| Conjunt del carrer de Vic                                              | BCIL 2003   | Obra popular XIII, XVIII                            | Caldes de Montbui C. de Vic                                                                | 41° 38′ 08″ N, 2° 09′ 41″ E / 41.63558°N,2.161476°E  | IPA-34586     | Conjunt del carrer de Vic (Caldes de Montbui) · Vegeu més fotos d'aquest monument · Carregueu una nova foto d'aquest monument                     |
| Edifici al carrer de Vic, 40                                           | BCIL 2003   | Obra popular XVII                                   | Caldes de Montbui C. Vic, 40                                                               | 41° 38′ 09″ N, 2° 09′ 41″ E / 41.635904°N,2.161483°E | IPA-34587     | Edifici al carrer de Vic, 40 (Caldes de Montbui) · Vegeu més fotos d'aquest monument · Carregueu una nova foto d'aquest monument                  |
| Edifici al carrer de Vic, 38                                           | BCIL 2003   | Obra popular XVIII                                  | Caldes de Montbui C. de Vic, 38                                                            | 41° 38′ 09″ N, 2° 09′ 41″ E / 41.635787°N,2.161497°E | IPA-34589     | Edifici al carrer de Vic, 38 (Caldes de Montbui) · Vegeu més fotos d'aquest monument · Carregueu una nova foto d'aquest monument                  |
| Hotel Vila de Caldes, antic Balneari Solà                              | BCIL 2003   | Obra popular XX                                     | Caldes de Montbui C. d'Asensio Vega, 11                                                    | 41° 37′ 58″ N, 2° 09′ 47″ E / 41.632728°N,2.163193°E | IPA-34593     | Hotel Vila de Caldes (Caldes de Montbui) · Vegeu més fotos d'aquest monument · Carregueu una nova foto d'aquest monument                          |
| Edifici al carrer de Vic, 20                                           | BCIL 2003   | Obra popular XVIII                                  | Caldes de Montbui C. de Vic, 20                                                            | 41° 38′ 07″ N, 2° 09′ 42″ E / 41.635383°N,2.161634°E | IPA-34594     | Edifici al carrer de Vic, 20 (Caldes de Montbui) · Vegeu més fotos d'aquest monument · Carregueu una nova foto d'aquest monument                  |
| Edifici al carrer Hostalric, 6                                         | BCIL 2003   | Obra popular XX Final                               | Caldes de Montbui C. Hostalric, 6                                                          | 41° 37′ 59″ N, 2° 09′ 42″ E / 41.633104°N,2.161652°E | IPA-34595     | Edifici al carrer Hostalric, 6 (Caldes de Montbui) · Vegeu més fotos d'aquest monument · Carregueu una nova foto d'aquest monument                |
| Edifici al carrer Bellit, 32                                           | BCIL 2003   | Obra popular XVIII, XX                              | Caldes de Montbui C. Bellit, 32                                                            | 41° 38′ 06″ N, 2° 09′ 47″ E / 41.635104°N,2.162958°E | IPA-34596     | Edifici al carrer Bellit, 32 (Caldes de Montbui) · Vegeu més fotos d'aquest monument · Carregueu una nova foto d'aquest monument                  |
| Conjunt del carrer del Pont                                            | BCIL 2003   | Obra popular XIV, XIX                               | Caldes de Montbui C. del Pont                                                              | 41° 38′ 08″ N, 2° 09′ 39″ E / 41.635430°N,2.160721°E | IPA-34598     | Conjunt del carrer del Pont (Caldes de Montbui) · Vegeu més fotos d'aquest monument · Carregueu una nova foto d'aquest monument                   |
| Edifici al carrer de Vic, 22                                           | BCIL 2003   | Gòtic, obra popular XVI                             | Caldes de Montbui C. de Vic, 22                                                            | 41° 38′ 08″ N, 2° 09′ 42″ E / 41.635428°N,2.161598°E | IPA-34602     | Edifici al carrer de Vic, 22 (Caldes de Montbui) · Vegeu més fotos d'aquest monument · Carregueu una nova foto d'aquest monument                  |
| Edifici al carrer de Vic, 15                                           | BCIL 2003   | Obra popular XX Final                               | Caldes de Montbui C. de Vic, 15                                                            | 41° 38′ 07″ N, 2° 09′ 41″ E / 41.635355°N,2.161514°E | IPA-34603     | Edifici al carrer de Vic, 15 (Caldes de Montbui) · Vegeu més fotos d'aquest monument · Carregueu una nova foto d'aquest monument                  |
| Cal Baldiri                                                            | BCIL 2003   | Obra popular XVII                                   | Caldes de Montbui C. Agulló, 6                                                             | 41° 38′ 03″ N, 2° 09′ 45″ E / 41.634039°N,2.162636°E | IPA-34604     | Cal Baldiri (Caldes de Montbui) · Vegeu més fotos d'aquest monument · Carregueu una nova foto d'aquest monument                                   |
| Edifici al carrer del Pont, 13                                         | BCIL 2003   | Obra popular XVII                                   | Caldes de Montbui C. del Pont, 13                                                          | 41° 38′ 07″ N, 2° 09′ 39″ E / 41.635251°N,2.160819°E | IPA-34605     | Edifici al carrer del Pont, 13 (Caldes de Montbui) · Vegeu més fotos d'aquest monument · Carregueu una nova foto d'aquest monument                |
| Edifici al carrer del Pont, 15                                         | BCIL 2003   | Obra popular XVII                                   | Caldes de Montbui C. del Pont, 15                                                          | 41° 38′ 06″ N, 2° 09′ 39″ E / 41.635071°N,2.160798°E | IPA-34606     | Edifici al carrer del Pont, 15 (Caldes de Montbui) · Vegeu més fotos d'aquest monument · Carregueu una nova foto d'aquest monument                |
| Edifici al carrer del Pont, 29                                         | BCIL 2003   | Obra popular XVII, XX                               | Caldes de Montbui C. del Pont, 29                                                          | 41° 38′ 08″ N, 2° 09′ 38″ E / 41.635637°N,2.160610°E | IPA-34607     | Edifici al carrer del Pont, 29 (Caldes de Montbui) · Vegeu més fotos d'aquest monument · Carregueu una nova foto d'aquest monument                |
| Cal Morró                                                              | BCIL 2003   | Gòtic tardà, obra popular XVI                       | Caldes de Montbui C. del Forn, 5                                                           | 41° 38′ 03″ N, 2° 09′ 44″ E / 41.634118°N,2.162323°E | IPA-34608     | Cal Morró (Caldes de Montbui) · Vegeu més fotos d'aquest monument · Carregueu una nova foto d'aquest monument                                     |
| Edifici al carrer Barcelona, 38                                        | BCIL 2003   | Obra popular XVIII                                  | Caldes de Montbui C. Barcelona, 38                                                         | 41° 37′ 59″ N, 2° 09′ 44″ E / 41.632938°N,2.162242°E | IPA-34609     | Edifici al carrer Barcelona, 38 (Caldes de Montbui) · Vegeu més fotos d'aquest monument · Carregueu una nova foto d'aquest monument               |
| Edifici al carrer Barcelona, 7                                         | BCIL 2003   | Obra popular XVI                                    | Caldes de Montbui C. Barcelona, 7                                                          | 41° 38′ 02″ N, 2° 09′ 42″ E / 41.633916°N,2.161737°E | IPA-34611     | Edifici al carrer Barcelona, 7 (Caldes de Montbui) · Vegeu més fotos d'aquest monument · Carregueu una nova foto d'aquest monument                |
| Edifici al carrer de Vic, 6                                            | BCIL 2003   | Obra popular XVIII                                  | Caldes de Montbui C. de Vic, 6                                                             | 41° 38′ 07″ N, 2° 09′ 42″ E / 41.635194°N,2.161697°E | IPA-34612     | Edifici al carrer de Vic, 6 (Caldes de Montbui) · Vegeu més fotos d'aquest monument · Carregueu una nova foto d'aquest monument                   |
| Edifici al carrer Major, 124                                           | BCIL 2003   | Obra popular XVIII, XX                              | Caldes de Montbui C. Major, 124                                                            | 41° 38′ 10″ N, 2° 09′ 43″ E / 41.63612°N,2.16198°E   | IPA-34613     | Edifici al carrer Major, 124 (Caldes de Montbui) · Vegeu més fotos d'aquest monument · Carregueu una nova foto d'aquest monument                  |
| Casa de les Trabucades                                                 | BCIL 2003   | Obra popular XVIII                                  | Caldes de Montbui C. Raval del Remei, 14                                                   | 41° 38′ 12″ N, 2° 09′ 42″ E / 41.636744°N,2.161713°E | IPA-34614     | Casa de les Trabucades (Caldes de Montbui) · Vegeu més fotos d'aquest monument · Carregueu una nova foto d'aquest monument                        |
| Conjunt del carrer de Barcelona                                        | BCIL 2003   | Obra popular XIV, XIX                               | Caldes de Montbui C. Barcelona                                                             | 41° 38′ 00″ N, 2° 09′ 43″ E / 41.633196°N,2.161867°E | IPA-34615     | Conjunt del carrer de Barcelona (Caldes de Montbui) · Vegeu més fotos d'aquest monument · Carregueu una nova foto d'aquest monument               |
| Conjunt de la plaça Font del Lleó                                      | BCIL 2003   | Obra popular Romà, XX                               | Caldes de Montbui Pl. Font del Lleó                                                        | 41° 38′ 04″ N, 2° 09′ 43″ E / 41.634520°N,2.161813°E | IPA-34616     | Conjunt de la plaça Font del Lleó (Caldes de Montbui) · Vegeu més fotos d'aquest monument · Carregueu una nova foto d'aquest monument             |
| Edifici al carrer de Vic, 12                                           | BCIL 2003   | Obra popular XVI                                    | Caldes de Montbui C. de Vic, 12                                                            | 41° 38′ 07″ N, 2° 09′ 42″ E / 41.63521°N,2.16177°E   | IPA-34620     | Edifici al carrer de Vic, 12 (Caldes de Montbui) · Vegeu més fotos d'aquest monument · Carregueu una nova foto d'aquest monument                  |
| Edifici al carrer del Forn, 17                                         | BCIL 2003   | Obra popular XVI, XX Final                          | Caldes de Montbui C. del Forn, 17                                                          | 41° 38′ 00″ N, 2° 09′ 46″ E / 41.633355°N,2.162645°E | IPA-34663     | Edifici al carrer del Forn, 17 (Caldes de Montbui) · Vegeu més fotos d'aquest monument · Carregueu una nova foto d'aquest monument                |
| Pou de glaç Prat de Dalt                                               |             | Obra popular                                        | Caldes de Montbui Prat de Dalt                                                             | 41° 40′ 06″ N, 2° 09′ 42″ E / 41.66836°N,2.16154°E   | IPA-34665     | Carregueu una nova foto d'aquest monument |
| Ruïnes del molí de l'Esclop                                            | BCIL 2003   | Obra popular XII                                    | Caldes de Montbui Riera de Caldes, darrera del c. Santa Susana                             | 41° 38′ 03″ N, 2° 09′ 38″ E / 41.634105°N,2.160498°E | IPA-34684     | Ruïnes del molí de l'Esclop (Caldes de Montbui) · Vegeu més fotos d'aquest monument · Carregueu una nova foto d'aquest monument                   |
| Cal Bisbe, antigament Cal Barneda                                      | BCIL 2003   | Obra popular XVIII                                  | Caldes de Montbui C. Barcelona, 11-15                                                      | 41° 38′ 01″ N, 2° 09′ 42″ E / 41.633605°N,2.161793°E | IPA-35232     | Cal Bisbe (Caldes de Montbui) · Vegeu més fotos d'aquest monument · Carregueu una nova foto d'aquest monument                                     |
| Safareig de la Canaleta                                                |             | Obra popular XX Inici                               | Caldes de Montbui C. General Padrós                                                        | 41° 37′ 46″ N, 2° 09′ 51″ E / 41.629519°N,2.164099°E | IPA-36742     | Safareig de la Canaleta (Caldes de Montbui) · Vegeu més fotos d'aquest monument · Carregueu una nova foto d'aquest monument                       |
| Xemeneia de la Llana                                                   |             | Obra popular XX Inici                               | Caldes de Montbui C. de Montserrat, Fàbrica la Llana                                       | 41° 37′ 55″ N, 2° 10′ 22″ E / 41.631905°N,2.172664°E | IPA-36823     | Xemeneia de la Llana (Caldes de Montbui) · Vegeu més fotos d'aquest monument · Carregueu una nova foto d'aquest monument                          |
| Pedrera del Foment, o Castellvell                                      |             | Obra popular XIX                                    | Caldes de Montbui Muntanya del Farell                                                      | 41° 39′ 10″ N, 2° 09′ 17″ E / 41.652761°N,2.154684°E | IPA-36826     | Carregueu una nova foto d'aquest monument |
| Balneari Forns                                                         |             | Obra popular XIX                                    | Caldes de Montbui C. Forns, 12                                                             | 41° 38′ 00″ N, 2° 09′ 45″ E / 41.63336°N,2.16258°E   | IPA-37548     | Balneari Forns (Caldes de Montbui) · Vegeu més fotos d'aquest monument · Carregueu una nova foto d'aquest monument                                |
| Torre del Rellotge                                                     |             | Obra popular XIX-XX                                 | Caldes de Montbui Baixada del Rellotge, Sant Sebastià de Montmajor                         | 41° 39′ 49″ N, 2° 07′ 00″ E / 41.66363°N,2.11653°E   | IPA-40563     | Carregueu una nova foto d'aquest monument |
| Forns de calç de Prat de Dalt                                          |             | Obra popular                                        | Caldes de Montbui Prat de Dalt                                                             | 41° 40′ 22″ N, 2° 09′ 44″ E / 41.67278°N,2.16220°E   | IPA-41633     | Carregueu una nova foto d'aquest monument |
| Rajoleria dels Camps del Prat de Dalt                                  |             |                                                     | Caldes de Montbui                                                                          |                                                      | IPA-53455     | Carregueu una nova foto d'aquest monument |
| Casa Pagès del carrer Santa Teresa, 8, Ciments Pagès                   |             | Historicisme, obra popular XIX                      | Caldes de Montbui C. de Santa Teresa, 8 - c. de Sant Pau                                   | 41° 37′ 46″ N, 2° 09′ 55″ E / 41.629558°N,2.165303°E | IPA-53636     | Casa Pagès (Caldes de Montbui) · Vegeu més fotos d'aquest monument · Carregueu una nova foto d'aquest monument                                    |